# Grand Theft Auto: Double Pack
Grand Theft Auto: Double Pack este o compilație lansată în 2003 pentru Xbox de către Rockstar Games. Aceasta includea jocurile Grand Theft Auto III (lansat pentru Xbox abia peste 2 ani după lansarea inițială) și Grand Theft Auto: Vice City (abia lansat în 2003).